# L'Oiseau de paradis (film, 1951)
Pour les articles homonymes, voir Oiseau de paradis et Bird of Paradise.
Pour plus de détails, voir Fiche technique et Distribution.
L'Oiseau de paradis (Bird of Paradise) est un film américain réalisé par Delmer Daves, sorti en 1951.
C'est le remake de L'Oiseau de paradis (1932) de King Vidor, avec Dolores del Río et Joel McCrea dans les rôles principaux.

## Fiche technique
- Titre : L'Oiseau de paradis
- Titre original : Bird of Paradise
- Réalisation : Delmer Daves
- Scénario : Delmer Daves, d'après la pièce The Bird of Paradise de Richard Walton Tully, créée à Broadway en 1912
- Production : Delmer Daves et Harmon Jones (associé)
- Société de production et de distribution : Twentieth Century Fox
- Musique : Daniele Amfitheatrof
- Photographie : Winton C. Hoch
- Montage : James B. Clark
- Direction artistique : Albert Hogsett et Lyle R. Wheeler
- Décors : Thomas Little et Fred J. Rode
- Costumes : Charles Le Maire et Travilla
- Effets spéciaux : Fred Sersen
- Pays de production : États-Unis
- Format : Couleur (Technicolor) - 35 mm - 1,37:1 - Son : Mono (Western Electric Recording)
- Genre : Film d'aventures
- Durée : 100 minutes
- Dates de sortie :
  - États-Unis : 14 mars 1951
  - France : 11 janvier 1952

## Distribution
- Debra Paget : Kalua
- Louis Jourdan  (VF : Michel Gudin) : Andre Laurence
- Jeff Chandler (VF : Jacques Beauchey) : Tenga
- Everett Sloane : The Beachcomber
- Maurice Schwartz : The Kahuna
- Jack Elam : The Trader
- Prince Leilani : Chef
- Otto Waldis : Skipper
- Alfred Zeisler : Van Hook